# Dober dan, palčki
Dober dan, palčki je zbirka štirinajstih pravljic o slovenskih palčkih. Avtor je Ivan Sivec. Izšla je leta 1991 pri Dolenjski založbi v Novem mestu. Slikanica je namenjena predvsem najmlajšim bralcem. Ima vzgojni namen, saj jo je avtor napisal, da bi se bralci ob branju tudi naučili spodobnega vedenja. Ob branju opazimo tradicionalni slog pisanja. Na primer pri uporabi prevladujočega števila likov moškega spola. Izjeme ženskih likov so stranske in predstavljene kot matere in gospodinje ali kot razvajena princesa.

## Vsebina zbirke
- V Ljubljani poznam imenitnega urarja
- Na Gorenjskem sem naletel na odličnega čebelarja
- V kočevskih gozdovih živi skrben logar
- Na notranjski planoti sem pokramljal z izkušenim polharjem
- Ob reki Idrijci sem se pogovarjal s spretnim ribičem
- Na Dolenjskem je doma eden izmed vnetih gobarjev
- Ob Kolpi rad poseda izvrstni mlinar
- Ob zgornjem toku Savinje biva v lesenjači marljivi drvar
- Pod triglavskimi strminami sva se dolgo menila s prvovrstnim planincem
- Vsa Štajerska rada hodi k najboljšemu zeliščarju
- Na Tolminskem sem srečal prijaznega pastirja
- Ob jadranski obali mi je pripovedoval nenavadno zgodbo dobrovoljni vrtnar
- Na gorski kmetiji na Pohorju me je ustavil zgovoren kmet
- V Prekmurju sem se ustavil pri znamenitem lovcu

## Analiza celotnega dela
Zgradba knjige je tridelna. V prvem delu avtor predstavi in opiše palčke, ter na zemljevidu označi njihova okvirna bivališča. Drugi je najdaljši in zgrajen iz štirinajstih vsebinsko ločenih pravljic. Najkrajši je tretji del, v katerem se avtor zahvali palčkom za razkritje.
Skupne značilnosti štirinajstih pravljic so, da v vlogi glavnih likov nastopajo izmišljena bitja ― palčki, v stranskih pa so poosebljene rastline in živali. Kraj dogajanja vseh pravljic je Slovenija (na različnih področjih) in vsako pravljico je avtor zapisal na podlagi pripovedi osebe, ki je določene palčke srečala. Poklic posamezne osebe je v povezavi z vsebino posamezne pravljice (npr. urar ― zgodba se dogaja v stolpni uri). Pravljice imajo vgojen namen, saj v glavnih likih nastopajo mlajši palčki, ki zaradi svojega zmotnega ravnanja doživijo neprijetne posledice. Svoje ime so dobili na podlagi svoje izrazite značilnosti. Izmenjujeta se prvoosebni in tretjeosebni pripovedovalec. Dogajalni čas je zadnjih nekaj let tik pred izidom knjige, ni pa točno določen.

## V Ljubljani poznam imenitnega urarja

### Povzetek vsebine
Pisatelj je v Ljubljani srečal urarja Janeza, ki mu je povedal svojo bližnjo izkušnjo s palčki.
Nekega zimskega dne se je palček Plezalček močno dolgočasil, zato se je izmuznil babici in se odpravil v Ljubljano. Njegovo pozornost je vzbudil zvonik z uro. Splezal je vanj in hotel zaustaviti uro, pri tem pa povzročil ravno nasprotno. Urini kazalci so se začeli vrteti vse hitreje. Med tem ko se je Plezalček zabaval, pa je pokvarjena ura med Ljubljančani povzročila zmedo. Za popravilo so poklicali urarja Janeza, ki je po temeljitem pregledu na kazalcih našel palčka. Plezalček mu je pobegnil, Janez pa je naslednji dan našel majhno palčkovo kapo. To je njegov edini dokaz za obstoj palčkov.

### Liki
Glavni lik je palček Plezalček.

Stranski liki so ljudje, mestna mati županja, pisatelj, Plezalčkova babica, urar Janez.

### Analiza
V zgodbi je kot negativna osebnostna lastnost izpostavljena palčkova navihanost, ki je ni znal krotiti. Med ljudmi je nepravilno delujoča ura povzročila precejšnjo zmedo, zato je eden od motivov tudi čas, kot človekov vladar.
Kraj dogajanja je Ljubljana, glavni del zgodbe pa se odvija v stolpni uri.

Dogajalni čas je pozimi. 

## Na Gorenjskem sem naletel na odličnega čebelarja

### Povzetek vsebine
Pisatelj se je pogovarjal s čebelarjem Anžetom, ki ga je roj čebel popeljal na jaso kjer živijo palčki.
Palček Zalivalček je živel v družini, ki si je vsako leto naredila ozimnico iz njihove najljubše hrane, jagod. Vendar, je bilo v njihovi bližini jagod vsako leto manj, zato so ozimnico nameravali dopolniti z drugimi gozdnimi sadeži. Ne da bi družini povedal, je šel palček Zalivalček na drugo stran gozda, saj je domneval, da je tam veliko slastnih jagod. Do večera je prispel do množice jagod. Ker jih ni mogel prepeljati brez tovornjaka, se je naslednjega dne pozno odpravil domov. Izgubljen poti ni več našel, zato si je v bližini jagod naredil hišo. Zimo je preživel sam, zato se mu je že tožilo po družini. Spomladi je dobil prijatelja zvončka, ki ga je skrbno negoval. Čez dve leti, ko je bilo zvončkov mnogo več, so ga obiskale čebele in mu obljubile, da bodo na obisk pripeljale njegovo družino. Ob ponovnem snidenju je bilo veselo, a kljub temu se je Zalivalček odločil da ostane kjer si je ustvaril novi dom, saj mora skrbeti za zvončke. Ker so čebele dobro poznale pot med obema domovoma, z nadaljnjimi snidenji ni bilo več težav. 

### Liki
Glavni lik je palček Zalivalček.

Stranski liki so čebelar Anže, čebele, Jagodova družina, pisatelj, zvončki.

### Analiza
Negativno izpostavljene lastnosti so neučakanost, trma in neskromnost. Vse tri lastnosti nam prikaže glavni lik, ki ne posluša članov družine in ravna nepremišljeno, vse le zato, da bi jedel le najlepše jagode.
Kraj dogajanja je Gorenjska.

Dogajalni čas ni točno določen. Od začetka in do konca zgodbe pa mine približno dve leti.

## V kočevskih gozdovih živi skrben logar

### Povzetek vsebine
Pisatelj se je pogovarjal z gozdarjem Milanom. Slednji je našel dokaz o tehničnem napredku palčkov. V gozdu je našel pravo palčjo raketo. Kar je vedel o tem, je povedal pisatelju.
Palček Letalček je sam z družino živel v krošnjah Velike smreke. Tam se je pogosto dolgočasil, in se zato hotel naučiti leteti. Zavidal je ptiču Kraljiču, saj je lahko poletel kamor je hotel. Dobil je zamisel, da bi s smreke lahko napeljali gondolo, in tako hodili na izlet na Trato. Starokopitnemu očetu to ni bilo všeč. Da Letalček ne bi dobival čudnih zamisli, sta se starša odločila, da mu bosta za rojstni dan podarila orodje in ga s tem zamotila. Letalček je bil navdušen in si na sosednji veji postavil delavnico. Starši niso vedeli, da v njej iz storža izdeluje raketo. Ko jo je dokončal je moral le še počakati na ugoden veter, ki bi raketo odnesel proti tlom.  To se je tudi zgodilo in Letalček je varno pristal na tleh. Zvečer se je spomnil, da njegova raketa lahko leti le v eno smer. Na njegovo srečo, so palčkov polet videli tudi starši in zato poprosili ptiča Kraljiča naj ga reši. Letalček pa tudi po rešitvi ni popolnoma odnehal  z astronavtiko.

### Liki
Glavni lik je palček Letalček.

Stranski liki so gozdar Milan, mati, oče, pisatelj, ptič Kraljiček.

### Analiza
Glavni lik je želel čim hitreje uresničiti svojo željo, ki mu je zameglila dobro presojanje. Opazimo njegovo marljivost in izvirnost, a le do tedaj ko bi dosegel svoj cilj. Na to kaj bo storil, ko ga bo dosegel, ne pomisli. Njegova izvirnost pa izgine tudi takrat, ko bi moral najti način za vrnitev.
Kraj dogajanja je kočevski gozd, natančneje na Veliki smreki in Trati.

Čas dogajanja ni točno določen.

## Na notranjski planoti sem pokramljal z izkušenim polharjem.

### Povzetek vsebine
Pisatelj se je pogovarjal s polharjem, ki je imel za dokaz o obstoju palčkov male sani na jadra. Pisatelju je povedal zgodbo o dveh palčkih.
Ko je na Krtini zapadel sneg, so se palčje šole zaprle. To je bil čas za športne dni. Palčki pa so se neprestanega smučanja in sankanja hitro naveličali, še posebej Pohajalček in Pogruntalček. Zaželela sta si obiska tete Betke, saj jima je vedno prinesla koš čokolade in namesto njiju po bregu vlekla sanke. Ker je letos še ni bilo na obisk, sta se odločila, do jo obiščeta sama. Med potjo sta doživela kar nekaj dogodivščin in sčasoma le prispela do njene hiše. Razočarana sta izvedela, da tete ni več doma, saj se je odpravila k njima na obisk. Zjutraj sta nemočna odšla na letališče in poprosila upravo za prevoz. Dragi vozovnici je moral plačati oče, ki s potrato denarja ni bil zadovoljen. Poleg tega so njuni bratje in sestre pojedli že vso čokolado, ki jo je prinesla teta.

### Liki
Glavna lika sta palček Pogruntalček, palček Pohajalček.

Stranski liki so Betkin sosed, bratje, oče palček, palčica ravnateljica, pisatelj, polhar Franc, sestre, Ščuka, tetka Betka.

### Analiza
Kot pozitivna lastnost je izpostavljena iznajdljivost. Predvsem v prvi polovici zgodbe, ko si za hitrejše potovanje izdelata sani na vetrni pogon in čoln. Pa tudi ko se odločita pobegniti Ščuki. Njuna skupna negativna lastnost je predvsem neučakanost, za katero plačata palčka in njun oče.
Kraj dogajanja je Krtina.

Čas dogajanja ni točno določen. Vemo, da se dogaja pozimi.

## Ob reki Idrijci sem se pogovarjal s spretnim ribičem.

### Povzetek vsebine
Ribič je pisatelju pokazal srebrni prstan za palčjo kraljično in mu nato povedal celotno zgodbo.
Kralj Kristjan se je odločil, da bo svojo hčerko Lepotičko poročil s palčkom, ki ji bo prinesel najlepši prstan. Za njeno roko so se trudili trije palčki: Zlatarček, Kovaček in Siromaček, ki je imel od vseh treh najmanj možnosti za zmago. Siromaček se je odločil izdelati srebrna prstana in vanju dati kakšen lep kamenček. Na dan ko je kraljična izbirala ženina, je palček Siromaček med izbiranjem kamenčka, pred utopitvijo rešil neznanega kosmatega palčka. Skupaj sta odhitela na dvor, kjer so razkazovali prstane. Med tem je kosmati palček Siromačku na skrivaj zamenjal prstana. Na dvoru je prstane prvi pokazal Zlatarček. Vsi prisotni so glasno zaploskali, saj so bili njegovi prstani zelo lepi. Še večje navdušenje je prejel Kovaček s svojima kovanima prstanoma. Palček Siromaček je ves premočen pogumno in spoštljivo stopil pred kraljično, čeprav ni imel niti toliko časa, da bi v skromna prstana vgradil kamenčka. Izvlekel je prstana in z grozo ugotovil, da sta dobila čuden lesk. Nato pa sta se vpričo kraljične začela spreminjati iz srebrnega v zlatega, nato v diamantnega, potem v platinastega ... Lepotička je bila navdušena in za moža izbrala ravno Siromačka.

### Liki
Glavni lik je palček Siromaček

Stranski liki so kosmati prebivalec Gozda, kralj Kristijan, palček Kovaček, palčica Lepotička, palček Modrijanček, palček Zlatarček, pisatelj, ribič Tone

### Analiza
Prepletajoča motiva sta motiva skromnosti in pohlepa. Skromnost je vrlina glavnega lika, ki skuša s tistim kar ima očarati kraljično. Njegova druga vrlina se je pokazala, ko je rešil neznanca. Pohlep je tipično prikazan pri dvorjanih. Kraljičin oče ženina izbira na podlagi materializma, kraljična pa se nad Siromačkom navduši šele ko zagleda spreminjajoča se prstana.
Kraj dogajanja je ob reki Idrijci.

Čas dogajanja ni točno določen.

## Na Dolenjskem je doma eden izmed vnetih gobarjev

### Povzetek vsebine
Gobar Lojze je pisatelju povedal zgodbo o palčku Sleparčku.
Nekega dne se je palčji zbor odločil, da bo za zdravnika dal izšolati dva palčka. Palčka Pomagalčka  in palčka Sleparčka. Prvi se je s študija vrnil palček Sleparček. Odprl je svojo zdravniško postajo in palčke presenetil, saj jim je zaračunaval čisto vsak pregled. Tako se je palčku kmalo nabralo veliko cekinov. Ko pa nekega dne ni znal pozdraviti palčka Zdravčka, so ostali postali sumničavi. Hitro so ugotovili, da je palčkova diploma ponarejena in ga zato izgnali iz njihovega gozda. Ni bil pretirano žalosten, saj je obdržal vse cekine in se naselil v Gobariji, kjer mu je bilo zaradi obilice gob še posebej všeč. Motili so ga le ljudje, ki so hodili nabirat gobe. Odločil se je prebarvati vse neužitne in strupene gobe v užitne gobane. Prepričan je bil, da se bo tako znebil nepovabljenih obiskovalcev. Načrt mu je uspeval, dokler ni po tednu dni, v polmraku ponesreči pojedel prebarvano mušnico. Z zadnjimi napori se je odvlekel do palčka Pomagalčka, ki je med tem doštudiral. Slednji mu je pomagal in na koncu ni hotel vzeti nobenega plačila. Palčka Sleparčka je postalo močno sram, zato je vrnil vse cekine, odtlej Pomagalčku redno nabiral zelišča, ostali palčki pa so ga sprejeli nazaj medse.

### Liki
Glavni lik je palček Sleparček.

Stranski liki so gobar Lojze, Ljudje, palček Modrijanček, palček Pomagalček, palček Zdravček, pisatelj.

### Analiza
V zgodbi se prepletajo motiv pohlepa, egoizma in skesanosti. Nosilec vseh treh je zopet glavni lik. Njegov namen ni bil pomagati ljudem, temveč le zaslužiti. Motiv skesanosti se izpostavi proti koncu zgodbe, ko glavni lik potrebuje pomoč, zdravnik pa za to noče vzeti nobenega plačila.
Kraj dogajanja je Dolenjska.

Čas dogajanja ni točno določen.

## Ob Kolpi rad poseda izvrstni mlinar

### Povzetek vsebine
Mlinar Anton je pisatelju pokazal tri vreče žirove moke, ki so jih izgubili palčki. Nato je pisatelju povedal, kar je vedel o njih. Družina palčkov Mlinarčkov je po ustalitvi postala znana po svoji izvrstni žirovi moki. Vsi v družini so bili marljivi delavci razen palčka Lenarčka. Ker so imeli vse več kupcev, in s tem tudi dela se je odločil, da bo žirovi moki pokvaril okus in se tako znebil kupcev. Moka je bila res slabša, a zaenkrat so kupci ostali. Za aromo so Mlinarčkovi žirovi moki dodajali sok breze. Ko je bil za nabiranje soka na vrsti Lenarček, pa je rajši nabiral sok Hrasta, saj je bil bližje od breze. Hrastov sok pa je palčkom škodil. Ker so vsi zboleli je Lenarček javno priznal kar je storil. V opravičilo je vsem zastonj raznosil vreče žirove moke in od tedaj naprej v mlinu pridno pomagal pri pridelavi moke.

### Liki
Glavni lik je palček Lenarček.

Stranski liki so pisatelj, mlinar Anton, palčki Mlinarčki, Otroci, kupci.

### Analiza
Motiv v zgodbi je lenoba, njen nosilec pa je glavni lik. Zaradi lenobe je na nekaj načinov skušal odvrniti kupce, saj bi imel tako manj dela. Ni pa jih želel odvrniti tako, da bi vsi zboleli. Vendar se mu je zaradi lastne lenobe zgodilo ravno to, in od takrat palček ni bil več len, temveč ravno nasprotno, marljiv in delaven.
Kraj dogajanja je ob Kolpi. Večino časa v mlinu, kjer se je naselila družina Mlinarčkovih.

Čas dogajanja ni točno določen.

## Ob zgornjem toku Savinje biva v lesenjači marljivi drvar

### Povzetek vsebine
Drvar je pisatelju povedal o dogodivščini palčka Nagajalčka in Hihitalčka. Po predrznosti znana palčka sta se odločila, da se bosta pošalila z medvedom. Pod pretvezo, da je že pomlad, sta ga zbudila iz zimskega spanca. Toda šele njuno norčevanje po bujenju, ga je močno razdražilo. Pognal se je za njima in ju prignal vse do Potoka, s katerega se je odlomil kos ledene plošče in ponesel palčka po razburkani vodi. Ko sta se rešila na kopno sta uvidela, da sta z norčevanjem pretiravala in medvedu v opravičilo prinesla teloh, da bi mu v prihodnosti naznanjal pričetek pomladi. Ko se je medved ponovno zbudil iz spanca in zagledal teloh, je bil zelo vesel. Sprejel je opravičilo in se spoprijateljil s palčkoma.

### Liki
Glavna lika sta palček Nagajalček, palček Hihitalček.

Stranski liki so drvar Joža, medved Samotar, oče, pisatelj.

### Analiza
Izpostavljena motiva sta motiv norčevanja in motiv prijateljstva. Nosilca prvega sta palčka, drugega pa tako palčka kot medved. Zgodba skuša naučiti, da gre šala mnogokrat predaleč. Motiv prijateljstva je pri palčkih prisoten ves čas, med tem ko se med palčkoma in medvedom izpostavi šele proti koncu. In sicer tedaj, ko palčka spoznata svojo zmoto, se oddolžita medvedu in zopet postanejo prijatelji.
Kraj dogajanja je ob zgornjem toku Savinje.

Čas dogajanja ni točno določen.

## Pod triglavskimi strminami sva se dolgo menila s prvovrstnim planincem

### Povzetek vsebine
Planinec je pisatelju pripovedoval o palčku Planinarčku.
Palček Planinarček je tako rad plezal, da si je pozabil napraviti ozimnico. Vedel je, da blizu na Macesnu živi Veverica, ki si vsako leto napravi prepolno zalogo lešnikov. Namesto, da bi jo prosil za kakšnega, se je odločil, da bo lešnik kar vzel in ga naslednjo jesen vrnil. Splezal je do skladišča, zakotalil lešnik čez rob, sam pa je ob odhodu padel v brezno. Sam ni mogel splezati ven, a na srečo je blizu živela Sova, ki mu je pomagala in mu oskrbela rane. Palček je krajo skušal prikriti, a Sova in Veverica sta ga razkrinkali. Palček se je skesal in naslednjo jesen Veverici napolnil skladišče z lešniki. Vsi trije so sklenili prijateljstvo.

### Liki
Glavni lik je palček Planinarček.

Stranski liki so pisatelj, planinec Miha, Veverica, Sova.

### Analiza
Glavna motiva, zahrbtnost in laganje, sta hkrati začetni lastnosti glavnega lika. Kažeta se najprej v kraji lešnika, nato pa še v prikrivanju resnice.
Kraj dogajanja je pod triglavskimi strminami.

Čas dogajanja ni točno določen. Vemo, da se zgodba začne jeseni.

## Vsa Štajerska rada hodi k najboljšemu zeliščarju

### Povzetek vsebine
Zeliščar Franček je pisatelju povedal zgodbico o palčku Sprehajalčku in treh zajcih.
Palček Sprehajalčk je imel zelo rad naravo, še posebej vijolice. Njegova največja želja je bila, da bi nekoč šel na oddaljeno Dobravo, kjer rasejo same vijolice. Ko se je nekega dne vračal s sprehoda, je srečal žalostnega zajca. Ta mu je povedal, da se je njegov bratranec  ujel v past divjega lovca. Sprehajalčkov dedek Bradek je z ostalimi palčki pomagal rešiti ujetega zajca.  Poleg tega so Lovca, ki je skrbel za red v Gozdu, opozorili na divjega lovca. Zajec Skakalček, ki so ga rešili, je v zahvalo za poiskano pomoč palčka Sprehajalčka pogosto odnesel na Dobravo polno vijolic.

### Liki
Glavni lik je palček Sprehajalček.

Stranski liki so Človek, dedek Bradek, ostali palčki, pisatelj, zajec Dirjalček, zajec Prehitevalček, zajec Skakalček, zeliščar Franček.

### Analiza
Prepletajo se trije motivi. Motiv premetenosti, nesebičnosti in uresničene želje. Premetenost je izpostavljena predvsem pri dedku, ki kljub majhnosti palčkov ugotovi uspešen načrt, kako rešiti zajca iz pasti. Nesebičnost se kaže pri glavnem liku, ki se na vse načine trudi pomagati neznanim zajcem, v zahvalo mu eden izmed njih izpolni dolgoletno željo. Avtor nam na tak način sporoči, da se lahko marsikatera želja, ki se nam zdi neuresničljiva, vendarle uresniči.
Kraj dogajanja je Štajerska.

Čas dogajanja ni točno določen.

## Na Tolminskem sem srečal prijaznega pastirja

### Povzetek vsebine
Pastir Mihec je pisatelju najprej pokazal orehovi lupini, z notranjostjo opremljeno z raznimi inštrumenti, krmilom in motorjem. Potem mu je povedal , kaj vse je vedel o palčkih.
V tričlanski družini je imel najmlajši član najrajši od vsega medeni sok. Vsakič ko si ga je zaželel, se je oče s podmornico iz orehove lupine, podal na nevarno pot. Vse le za to, da bi palček Kapitanček dobil medeni sok. Ko se je naslednjič podal na pot, se je v podmornico splazil tudi Kapitanček. Na cilju je šel oče po surovine, med tem pa se je šel Kapitanček vozit s podmornico. Ker z njo ni znal varno pristati, je nasedel na samotnem otoku. Tedaj je na vso moč zajokal. Jokal je tudi oče, ker ni našel podmornice, in mami, ker moža in otroka še ni bilo domov. Zaradi solz je Velika luža narasla, dvignila podmornico in Kapitanček je lahko nadaljeval z vožnjo. Zopet ni znal varno ustaviti, a tokrat je pristal pri očetu, ki ju je s poškodovano podmornico varno pripeljal domov. Podmornico in surovine na njej je zalila voda. Kapitanček pa je znova zajokal, saj je vedel, da še leto dni ne bodo imeli nove podmornice in s tem tudi medenega soka ne.

### Liki
Glavni lik je palček Kapitanček.

Stranski liki so mati, oče, pastir Mihec, pisatelj.

### Analiza
Motiv razvajenosti in pretirane samozavesti sta glavna motiva v zgodbi. Palčku Kapitančku ne zadostuje nobena druga jed kot medeni sok. Zaradi njegove razvajenosti se oče pogosti odpravi na nevarno pot, samo da bi ustregel sinu. Zaradi pretirane samozavesti Kapitanček spravi v nevarnost sebe in očeta ter pokvari podmornico.
Kraj dogajanja je na Tolminskem.

Čas dogajanja ni točno določen.

## Ob Jadranski obali mi je pripovedoval nenavadno zgodbo dobrovoljni vrtnar

### Povzetek vsebine
Vrtnar Pepi je pisatelju povedal zakaj sta se s palčkom Prepevalčkom sprla.
Vsako leto so palčki pripravili svetovno znani Festival rožic in pesmic. Sodelujoči morajo s sabo prinesti cvetlico in zraven nekaj zapeti. Zmagovalec dobi prestižno nagrado, Zlato trobentico. Letos so se v finale uvrstili trije finalisti. Palček Festivalček, Vrtnarček in Prepevalček. Kazalo je že, da bo s svojim petjem zmagal palček prepevalček. Izkazalo pa se je, da v resnici sploh ni pel, temveč je imel na kaseti posnet glas svojega prapradedka. Ugotovili so, da sta tudi ostala dva finalista goljufala. Zaradi goljufije Prepevalčka, se je Pepi z njim sprl.

### Liki
Glavni lik je palček Prepevalček.

Stranski liki so komisija, občinstvo, palček Festivalček, palček Vrtnarček, pisatelj, vrtnar Pepi.

### Analiza
Motiv bahanja in goljufanja je zopet zastopan s strani glavnih likov. Zaradi želje po zmagi in slavi so ti palčki uporabili nedovoljena sredstva, in tako odžirali zmago tistim, ki so si jo zaslužili.
Kraj dogajanja je ob jadranski obali.

Čas dogajanja ni točno določen. Razberemo lahko, da se dogaja pozno pozimi ali zgodaj spomladi.

## Na Gorski kmetiji me je ustavil zgovoren kmet

### Povzetek vsebine
Kmet Vanč je pisatelju pokazal vozila palčkov narejena iz želodov, in mu nato povedal zgodbo o treh palčkih
Vsako leto so palčki Poljančki pripravili tekmovanje v formuli 1. Zadnje leto so se tekmovanja udeležili le trije tekmovalci. Dva izmed njih sta si že kmalu začela izdelovati in urejati vozilo, med tem ko ga je Smejalček površno uredil zadnji trenutek. Vozilo Smejalčka se je zaradi površne ureditve vozila le to predčasno vžgalo. Povzročil je tudi nesrečo, ker se je v ovinku preveč nagnil, drugi tekmovalec je zletel s tekmovalne steze, da ga ne bi povozil, treji pa se je ustavil prostovoljno in namesto da bi odvozil in zmagal, je rajši hitro peljal v bolnišnico svoja sotekmovalca. Glavno nagrado so si porazdelili, palček Smejalček pa je sklenil, da bo od sedaj ravnal bolj odgovorno.

### Liki
Glavni lik je palček Smejalček.

Stranski liki so kmet Vanč, mati, oče, palček Menjalček, palčki Poljančki, palček Volanček, pisatelj, Polž, reporter, Vetrič.

### Analiza
Glavni motiv predstavljata nedelavnost enega palčka in nesebičnost drugega. Zaradi samozavesti in prepričanja, da je najbolj pogumen, se je Smejalček rajši zabaval, kot pa pripravljal na tekmovanje. Poučnost pravljice se pokaže, ko mu drugi palček nesebično pomaga. S tem pokaže, da je potrebno v dosežke vložiti tudi trud.
Kraj dogajanja je gorska kmetija na Pohorju.

Čas dogajanja ni točno določen.

## V Prekmurju sem se ustavil pri znamenitem lovcu

### Povzetek vsebine
Lovec Štefan je pisatelju pokazal izredno majhen in nenavaden čopič, ter mu povedal zgodbo o palčku, ki ga sam najbolj občuduje.
Palček Slikarček je že zgodaj začel kazati izreden slikarski talent. Kasneje sta se spoprijatejila s Severnim pišem, ki mu je podaril čarobni čopič. Z njim je palček Slikarček s pomočjo Severnega piša ustvarjal najlepše umetnine. Pozno spomladi se je Severni piš za nekaj mesecev poslovil od prijatelja, ki je med tem odšel v slikarsko šolo. Jeseni se je v pričakovanju vrnil, za njim pa kmalu tudi Sverni piš, ki mu je prinesel nov neobrabljen čopič. Zopet sta skupaj ustvarjala neverjetne umetnine.

### Liki
Glavni lik je palček Slikarček.

Stranski liki so Človek, lovec Štefan, oče, palček Prodajalec, palček Starček, pisatelj, sestre, Severni piš, sošolci.

### Analiza
Motiv skromnosti in prijateljstva sta v zgodbi najbolj zaznamovana. Med Severnim pišem in Slikarčkom sta bili ravno ti dve kombinaciji pomembni za osebno srečo in uspešnost pri slikanju.
Kraj dogajanja je Prekmurje.

Čas dogajanja ni točno določen. Zgodba se zaključi po približno enemu letu.

## Motivno-tematske povezave
Ostale zgodbe iz slovenske književnosti, v katerih nastopajo palčki:
- Storžek
- Palček (pravljica)
- Sinček palček
- Palček v čedri
- Korenčkov Palček
- Škrat Kuzma
- Prstančica
- Palček Mihec Kašopihec
- Palčki z Rožnega grička
- Škrateljčka